# Mokena
Mokena (en anglais [ˌmoʊˈkiːnə) est un village du comté de Will, dans l’État de l’Illinois, aux États-Unis. Sa population s’élevait à 18 740 habitants lors du recensement de 2010, estimée à 20 097 habitants en 2016.

## Source
- (en) Cet article est partiellement ou en totalité issu de l’article de Wikipédia en anglais intitulé « Mokena, Illinois » (voir la liste des auteurs).

1. ↑  (en) « US Census Bureau website is shut down », sur census.gov via Wikiwix (consulté le 22 novembre 2023).